# Dagoberto
Dagoberto, vollständiger Name Dagoberto Pelentier, (* 22. März 1983 in Dois Vizinhos) ist ein brasilianischer Fußballspieler.

## Karriere

### Allgemein
Seine fußballerische Grundausbildung erhielt der Spieler beim Paraná STC in Cornélio Procópio.
Im Oktober 2004 erlitt Nachwuchstalent Dagoberto einen Kreuzbandriss, fiel in ein Leistungsloch, meldet sich aber 2006 bereits wieder mit guten Torergebnissen und Vorlagen zurück. Er gilt als Mann für Eins-gegen-eins-Situationen, meidet aber oft den Strafraum und kommt lieber aus dem offensiven Mittelfeld.

### Verein
Dagoberto wurde im Jahr 2000 mit 25 Toren Sieger im Campeonato Paranaense Juvenil, wechselte 2001 zum Verein Athletico Paranaense. Hier feierte gleich in seiner ersten Saison den Gewinn der brasilianische Meisterschaft. Mit der Zeit kam es zu Schwierigkeiten in den Beziehungen zwischen Dagoberto, seinem Club und den Fans. Diese beruhten in der Weigerung des Vereins dem Wunsch des Spielers und seiner Transferrechte-Inhaber, nachzugeben für einen Wechsel zum HSV nach Hamburg. Trotz Vertragsende war der Club nicht bereit, für Dagoberto eine Ablöse anzunehmen. Der Fall ging vor Gericht und der Verein gewann eine einstweilige Verfügung, die den Vertrag des Spielers bis zum 29. März 2008 zu verlängerte. Um den Verein verlassen zu können, zahlte Dagoberto selber eine Strafe in Höhe von 5,4 Mio. Real an Athletico.
Dagoberto wechselte zum FC São Paulo. Sein Debüt für die Tricolor war im Achtelfinale der Copa Libertadores 2007 gegen Grêmio Porto Alegre. Er trat nach der Halbzeit an und gab einen Pass zum 1:0-Sieger. Im selben Jahr konnte er auch zum zweiten Mal die brasilianische Meisterschaft gewinnen. Auch das Jahr 2008 verlief sehr gut gespielt, so dass der Meistertitel verteidigt werden konnte. Sein Verein erhielt 2009 mehrere Ablöseangebote, u. a. vom FC Bayern München, die der Verein aber ablehnte, um erfolgreich in der Copa Libertadores spielen zu können. Danach kam es zu einer Krise mit dem neuen Trainer Sergio Baresi. Anfangs ging es um taktische Fragen im Zuge eines Spieles gegen CA Linense. Der Trainer nahm daraufhin Dagoberto vom Feld. Der Spieler sagte hierzu, dass „sowas in der Fußballalltag passierten kann und Routine ist und dass was passiert ist, keine Missachtung der Befehlskette oder der Teamkollege bedeute.“ Trotzdem wurde Dagobert für die Diskussion mit einem Abzug von 10 % seines Gehalts bestraft. Auch mit dem neuen Trainer Paulo César Carpegiani und dem Verein gab es neue Probleme, wie z. B. Schwierigkeiten bei der Erneuerung des Vertrages. Trotzdem zeigte er weiterhin regelmäßig gute Leistungen und wurde Torschützenkönig des Teams in der Saison 2011; er war auch bester Torvorbereiter.
Nach fast dreimonatigen Verhandlungen mit Internacional Porto Alegre wurde im Dezember 2011 Dagoberto als neuer Spieler angekündigt. Wegen einer Oberschenkelverletzung musste er in der Saison für etwa einen Monat pausieren, zeigte nach seiner Rückkehr aber gleich wieder gute Leistungen.
Cruzeiro Belo Horizonte stellte Anfang 2013 zwei große Neuverpflichtungen vor, Dagoberto und Éverton Ribeiro. Die Saison konnte der Spieler zum vierten Mal die brasilianische Meisterschaft gewinnen. Damit zog er in einen illustren Kreis. Vier Titel in der brasilianischen Meisterschaft gewannen mit ihm bislang nur neun Spieler. Mehr Titel haben mit fünf Siegen neun Spieler und sechs Titel drei.
Nach Beginn der Spiele um die Staatsmeisterschaften 2015 wurde bekannt, dass Cruzeiro Dagoberto an den CR Vasco da Gama nach Rio de Janeiro ausleiht. Das erste Spiel für Vasco bestritt Dagoberto in der Staatsmeisterschaft von Rio de Janeiro am 15. März 2015 gegen den Nova Iguaçu FC. In dem Spiel erzielte er auch seinen ersten Treffer für den Klub. In dem Wettbewerb schlossen sich fünf weitere Einsätze, ohne Tore an. In der Série A spielte Dagoberto am 10. Mai 2015, dem ersten Spieltag der Saison 2015 zuhause gegen den Goiás EC. Danach folgten acht weitere Einsätze in der Liga und drei im Pokal (keine Tore). Am Ende der Saison belegte Vasco mit dem 18. Tabellenplatz einen Abstiegsplatz.
Dagoberto wechselte daraufhin zum EC Vitória, welcher zur Saison 2016 den Aufstieg in Série A geschafft hatte. Insgesamt bestritt nur 17 von 38 möglichen Ligaspielen, zwei Spielen im Pokal und einem in der Staatsmeisterschaft. Ein Tor gelang ihm in keinem Spiel. Vitória löste nach der Saison den Vertrag mit Dagoberto auf. Danach entschied er sich dazu, nicht mehr für einen brasilianischen Klub spielen zu wollen. Im Juli wurde dann seine Verpflichtung durch den neu gegründeten amerikanischen Zweitliga Klub San Francisco Deltas bekannt. Am Ende der Saison 2017 konnten die Deltas die Meisterschaft feiern. Das Franchise wurde nach der Saison aufgelöst und Dagoberto kehrte 2018 nach Brasilien zurück.
In Brasilien nahm er nochmals eine Verpflichtung an. Dagoberto unterzeichnete beim Londrina EC. Mit dem Klub trat er in der Campeonato Brasileiro de Futebol – Série B an. In der Saison 2018 bestritt er zwar nur 19 der 38 Ligaspiele, erzielte er aber 17 Tore und wurde damit Torschützenkönig der Liga. Am 16. Juni 2019 gab Dagoberto seinen Rücktritt vom aktiven Sport zum Jahresende 2019 bekannt.

### Nationalmannschaft
2002 war seine erste Teilnahme im Kreis der Nationalmannschaft. Hier siegte er mit der U20-Nationalmannschaft bei dem Turnier von Toulon.
Im Jahr 2003 war er Teil der Mannschaft, welche die Junioren-Fußballweltmeisterschaft gewann.

## Erfolge
Athletico Paranaense
- Campeonato Brasileiro de Futebol: 2001
- Campeonato Paranaense: 2002, 2005

FC São Paulo
- Campeonato Brasileiro de Futebol: 2007, 2008

Internacional
- Campeonato Gaúcho: 2012

Cruzeiro EC
- Campeonato Brasileiro: 2013, 2014
- Staatsmeisterschaft von Minas Gerais: 2014

Vasco da Gama
- Staatsmeisterschaft von Rio de Janeiro: 2015

Vitória
- Staatsmeisterschaft von Bahia: 2016

San Francisco
- North American Soccer League: 2017

Nationalmannschaft
- Turnier von Toulon: 2002
- Junioren-Fußballweltmeisterschaft: 2003

## Auszeichnungen
- Campeonato Brasileiro de Futebol – Série B Torschützenkönig: 2018 (17 Tore)